# Yasser Ibrahim
Yasser Ibrahim (El Mansura, 10 de febrero de 1993) es un futbolista egipcio que juega en la demarcación de defensa para el Al-Ahly de la Premier League de Egipto.

## Selección nacional
Tras jugar en las categorías inferiores de la selección, finalmente hizo su debut con la selección de fútbol de Egipto en un partido de clasificación para la Copa Mundial de Fútbol de 2022 contra Senegal que finalizó con un resultado de 1-0 a favor del combinado egipcio tras un autogol de Saliou Ciss.

## Clubes
| Club           | País   | Año       | Partidos | Goles |
| -------------- | ------ | --------- | -------- | ----- |
| El Mansoura SC | Egipto | 2011-2013 | 0        | 0     |
| Zamalek SC     | Egipto | 2013-2014 | 20       | 1     |
| Smouha SC      | Egipto | 2014-2018 | 130      | 2     |
| Al-Ahly        | Egipto | 2019-     | 151      | 8     |